# Alan Carpenter
Alan Carpenter (ur. 4 stycznia 1957 w Albany, Australia Zachodnia) – polityk australijski, dziennikarz, działacz Australian Labor Party, w latach 2006-2008 premier rządu stanowego Australii Zachodniej.

## Życiorys
Po ukończeniu szkoły średniej Albany Senior High School (1974) przez trzy lat podróżował po Australii i utrzymywał się z dorywczych zajeć. W latach 1977–1979 studiował nauki polityczne na University of Western Australia w Perth. Po ukończeniu studiów pracował jako dziennikarz gazety "Albany Advertiser". Pracę dziennikarza kontynuował przez rok w Azji (1982), następnie przez kilka lat w Europie (1983-1986). W 1986 powrócił do Australii i związał się ze stacją telewizyjną TVW-7 w Perth. Zajmował się problematyką polityczną, także w swoim kolejnym miejscu pracy – stacji telewizyjnej ABC, gdzie był prezenterem programów The 7.30 Report i Stateline.
W 1996 zrezygnował z pracy dziennikarza i zajął się działalnością polityczną. Z ramienia Australian Labor Party został wybrany do zgromadzenia parlamentarnego Australii Zachodniej. Odpowiadał za kilka resortów w gabinecie cieni, a po przejęciu władzy przez partię (2001) pełnił kilka funkcji ministerialnych w rządzie Geoffa Gallopa. Był ministrem rozwoju, edukacji, sportu i rekreacji, energii oraz spraw ludności rdzennej.
W styczniu 2006 po rezygnacji Geoffa Gallopa (i wycofaniu się z walki o następstwo najgroźniejszych rywali) został jednogłośnie wybrany na premiera Australii Zachodniej. Przejął funkcję premiera 25 stycznia 2006 z rąk tymczasowego szefa rządu Erica Rippera, sprawował ją do przegranych wyborów w 2008.
Żonaty (żona Annemarie de Costa), ma cztery córki (Grace, Claudia, Isabelle, Ava).